# 台北市文昌宮
台北市文昌宮，或稱雙連文昌宮，是位於臺灣臺北市中山區雙連集英里的文昌廟，因捷運淡水線興建被拆，1992年在民享公園重建時遭到抗議，最終獲得保留。

## 歷史沿革

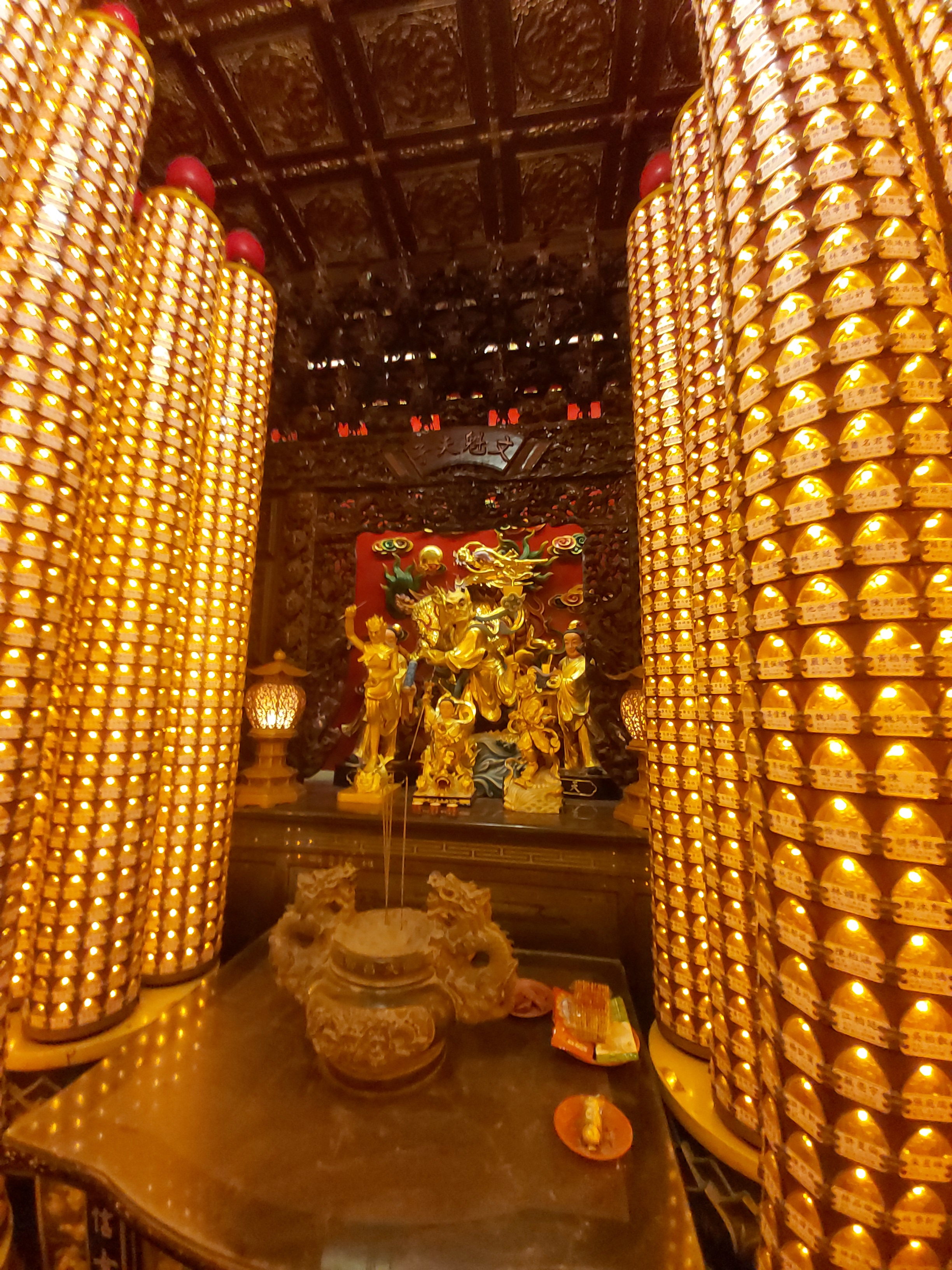
文魁夫子殿

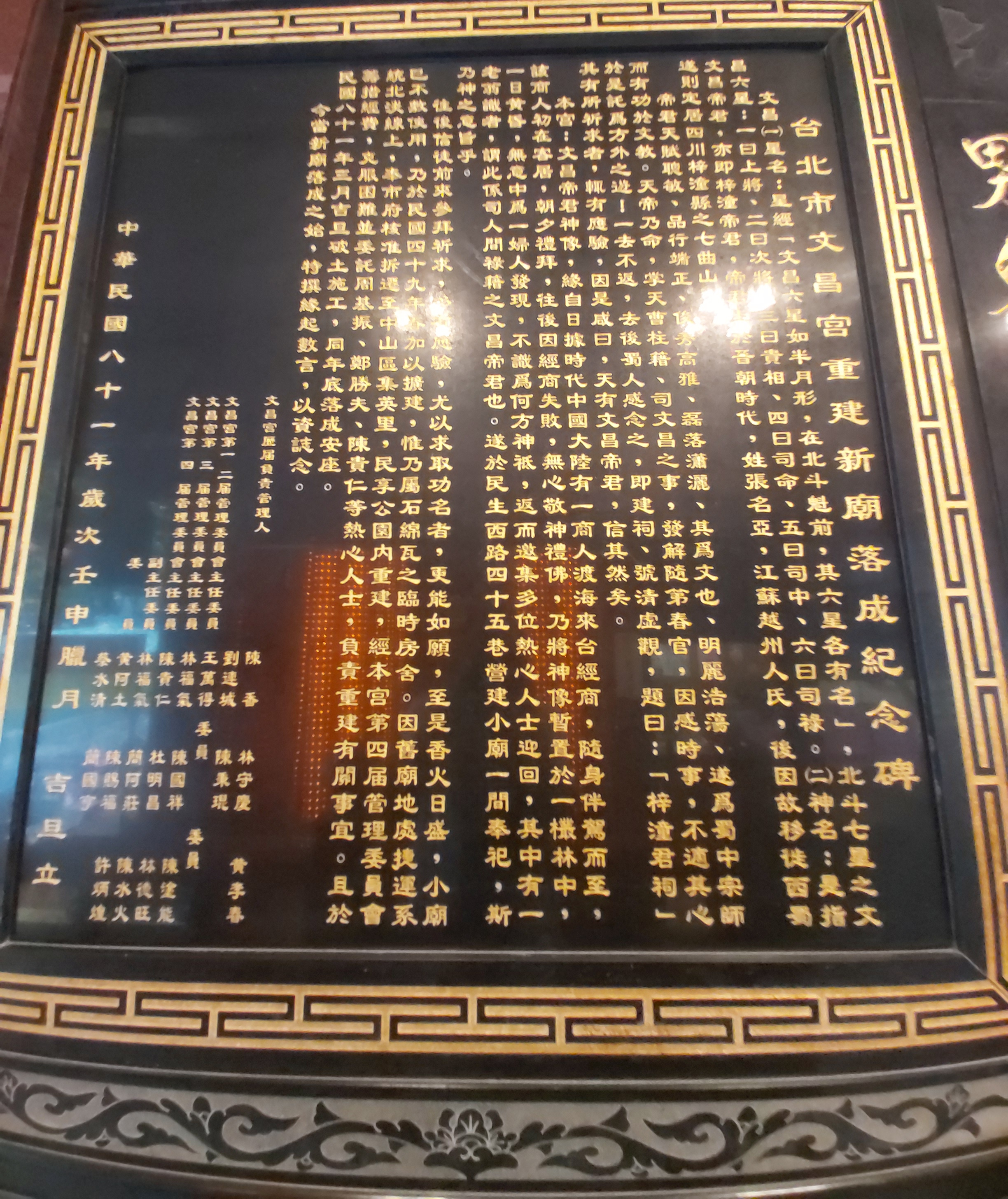
沿革

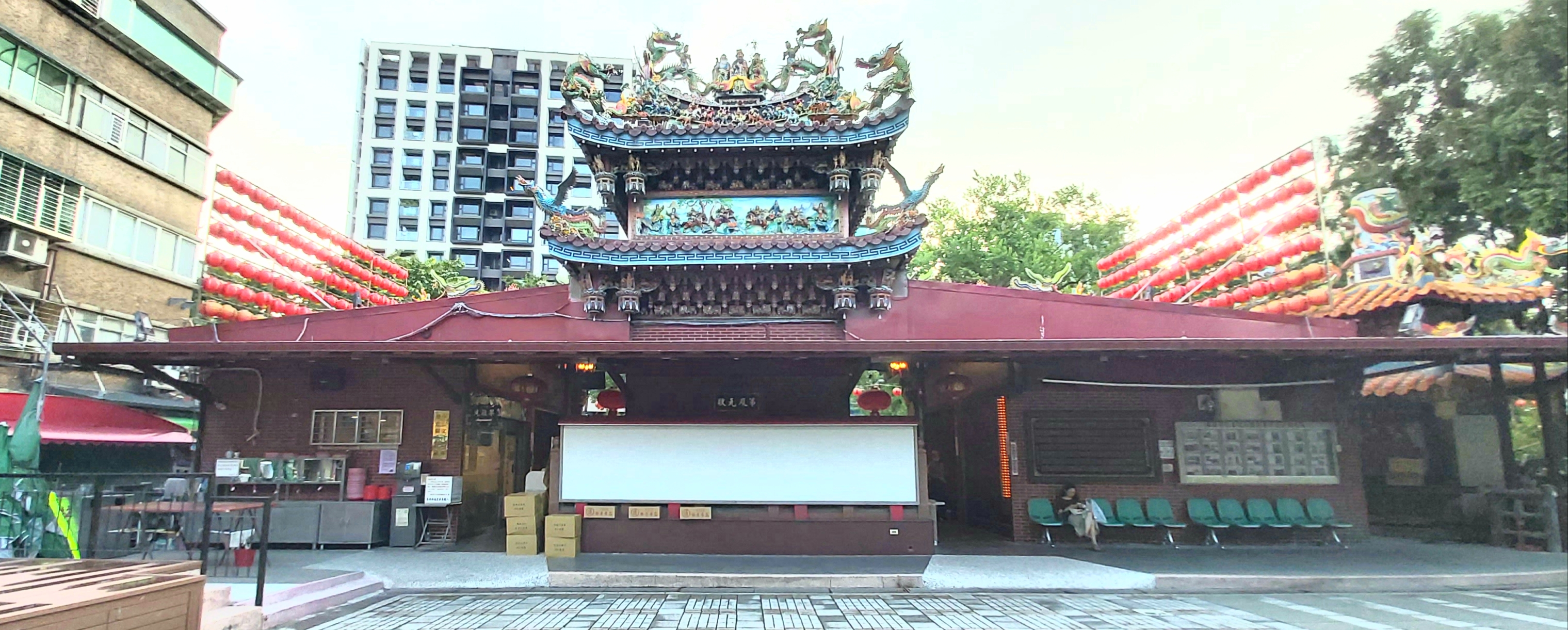
文昌廣場

據廟方記載，台灣日治時期一名中國大陸商人攜帶文昌帝君神像渡海至臺灣，後因故返回中國大陸，將神像安置於雙連地區的樹林中。被一名老婦發現，請得地方耆老，判斷出是文昌帝君神像，遂請熱心人士一同迎回。相傳不少前來求取功名者皆能如願，也因此信徒絡繹不絕，並特別為其建造廟宇。1960年春曾進行擴建。
捷運淡水線興建時，時任台北市市長吳伯雄專案簽批，准予在該線上的廟方移建到民享公園內，但只准建不超過三坪的平房。1987年，捷運局計畫在台北市中山區國泰里及謙和里一塊公有土地興建捷運行政大樓時，廟方曾表示希望遷建於該大樓的綜合廣場上。1990年發生士林德和宮遷至公園的爭議。當年公園處處長謝牧州宣告說日後因公共工程必須拆遷的廟，除非本身歷史悠久、建築風格獨特、當地民眾不可缺的信仰中心，否則不得遷至公園。
1992年春，台北市文昌宮廟方在屬於鄰里小型公園的民享公園西側土地，開始興建超過三坪、三層樓高的廟宇。因先後受到居民投書抗議，建管處在同年5月13日查報，由市議員郭石吉和陳勝宏等出面為廟方說情。民眾則抱怨公園遊樂設施被拆除，公園成為舉辦廟會，及賭博、搭違建的場所。公園處長林進益聲明，廟方擅自搭建超過三坪、且還是三層樓房違建，已通知建管處儘快查報拆除。6月26日，建管處長謝牧州回應，拆除隊第三區隊己將情形簽報上來，將在近日內強制執行拆除。建管處在7月20日傳達廟方於月底前會自行拆除。到了一周後的27日，公園處園藝工程隊北區分隊答覆李姓市民的來電，解釋該廟並非違建，因此不會拆除。
廟地的巷道為菜市場，淡水線雙連站完成後，兩旁擠滿小販。廟也有「雙連文昌宮」的稱呼。今廟址為臺北市民生西路45巷9號。高施傳銅像也設立在此。

## 祭祀活動

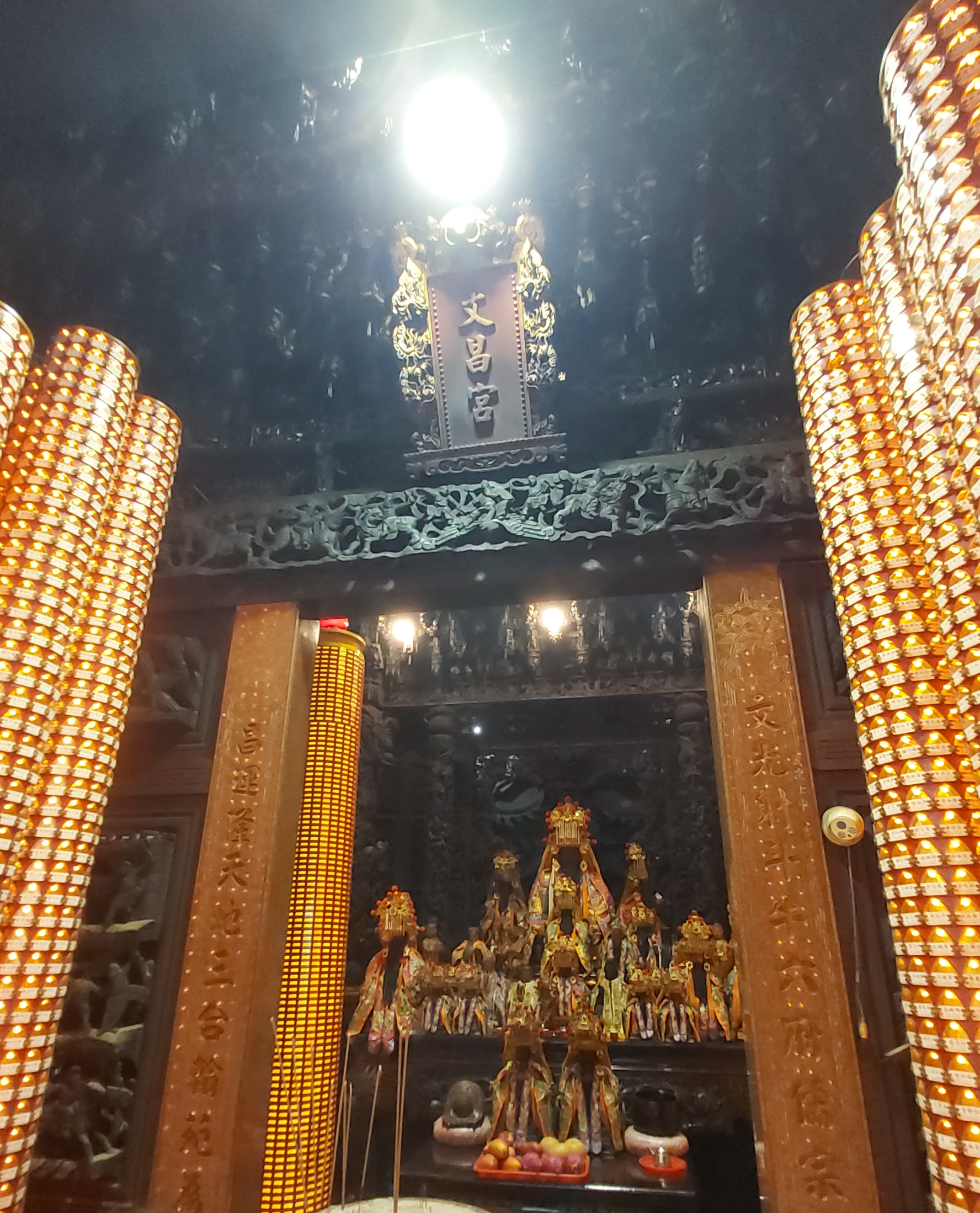
文昌帝君神像

主神文昌帝君的神像戴皇帝的冕冠。廟方說他們去查張亞子的四川故鄉時，認為神明就被追封到玉皇大帝之下、萬神之上，因此回台灣後幫神像從王侯之冠換成皇帝冕冠。
另外還供奉五文昌的魁斗星君、朱衣星君、關聖帝君。其中，魁星神像是從七曲山大廟請回。廟方建議考生帶音似聰明的青蔥與勤學的芹菜、象徵好彩頭的菜頭、代表文思泉湧的礦泉水、沾貴氣的桂花葉、吉利的桔葉、代表包中的粽子為祭品。廟方志工也會叮嚀考生們，要將祭品炒來食用，但不要和肉圓、或蛋同時炒。
該廟於春季（農曆二月初三到二月初五）與秋季（農曆九月十四到九月十六）會舉行平安禮斗的儀式，在重大考試（如高中學測等）前三天會舉辦光明禮斗法會。每年農曆十一月中旬左右，廟方會開始接受下一年點燈祈福的登記。

## 外部連結
- 官方网站